# Acacia Johnsonová
Acacia Johnsonová (nepřechýleně Acacia Johnson; * 8. května 1990 Anchorage) je americká fotografka z Aljašky. Od roku 2014 se zaměřuje na život v polární oblasti. Uskutečnila přes padesát expedic do Grónska, na norské Špicberky, do kanadské Arktidy a Antarktidy. V září roku 2019 publikovala v National Geographic svůj projekt Sea Ice Stories, který vznikl v roce 2018 na Baffinově ostrově. Její práce tvoří součást stálých sbírek Smithsonova institutu a muzea v Anchorage.

## Životopis
Narodila se v Anchorage na Aljašce dne 8. května 1990. Již během dětství se zajímala o divokou zvěř a přírodu. V roce 2008 strávila jeden rok studiem na výměnném pobytu na „Narvik Upper Secondary School“ v norském Narviku. Nejen absolvování kurzu o médiích a komunikaci, ale i „magické světlo“, které objevila za polárním kruhem ji nasměrovalo na dráhu fotografky. Po několika letech strávených v Norsku vystudovala fotografii na Rhode Island School of Design.
V roce 2014 získala „Fulbrightovo stipendium“ a strávila zimu v inuitské vesnici na Baffinově ostrově, kde studovala a dokumentovala život a zvyky místního obyvatelstva. V roce 2016 pracovala půl roku jako expediční průvodce na lodích v Arktidě (Špicberky, Grónsko a Kanada) a Antarktidě a přednášela o fotografování a arktické kultuře.
Acacia Johnsonová vysvětlila, že není první, koho v rodině zajímá fotografování: „Můj dědeček i otec fotografovali stále. Svůj první fotoaparát jsem dostala, když mi bylo devět let. Vždy jsem chtěla být umělkyní, ale nyní věřím, že jsem si vybrala fotografii, protože je to nejen forma uměleckého vyjádření, ale také způsob, jak se zapojit...žiji nádherný a bohatý život, jako fotografka. Obrázky to vyžadují...“
V říjnu 2019 navštěvovala kurz tvůrčího psaní na University of Virginia v Charlottesville ve Virginii. Své práce publikovala mimo jiné v National Geographic, v americkém deníku The New York Times, v časopisu TIME nebo v anglickém listu The Guardian. V roce 2020 byla uvedena na seznamu „Forbes 30 pod 30“ jako mimořádný talent v oblasti umění. V roce 2021 obdržela za přínos novinářské fotografii grant „Canon Female Photojournalist Grant“.